# Yuknoom Yichʼaak Kʼahkʼ
Yuknoom Yichʼaak Kʼahkʼ (ur. 6 października 649, zm. 15 grudnia 697) – władca Kaan (nazywanego też „Królestwem Węża”) z ośrodkiem w Calakmul. Zasiadł na tronie w roku 686.
W 695 roku królowi Tikál, Jasaw Chan Kʼawiil I, udało się pokonać armię Calakmul pod wodzą króla Yuknoom Yich’aak K’ahk’ i wyzwolić spod jego dominacji.